# Santa Maria (Odemira)
Santa Maria é uma antiga freguesia portuguesa do município de Odemira, com 84,66 km² de área e 1 301 habitantes (2011). A sua densidade populacional era 15,4 hab/km².

Foi extinta (agregada) pela reorganização administrativa de 2012/2013, sendo o seu território integrado na freguesia de São Salvador e Santa Maria.

## População
| Populaçãoda freguesia de Odemira (Santa Maria) (1864 – 2011) | Populaçãoda freguesia de Odemira (Santa Maria) (1864 – 2011) | Populaçãoda freguesia de Odemira (Santa Maria) (1864 – 2011) | Populaçãoda freguesia de Odemira (Santa Maria) (1864 – 2011) | Populaçãoda freguesia de Odemira (Santa Maria) (1864 – 2011) | Populaçãoda freguesia de Odemira (Santa Maria) (1864 – 2011) | Populaçãoda freguesia de Odemira (Santa Maria) (1864 – 2011) | Populaçãoda freguesia de Odemira (Santa Maria) (1864 – 2011) | Populaçãoda freguesia de Odemira (Santa Maria) (1864 – 2011) | Populaçãoda freguesia de Odemira (Santa Maria) (1864 – 2011) | Populaçãoda freguesia de Odemira (Santa Maria) (1864 – 2011) | Populaçãoda freguesia de Odemira (Santa Maria) (1864 – 2011) | Populaçãoda freguesia de Odemira (Santa Maria) (1864 – 2011) | Populaçãoda freguesia de Odemira (Santa Maria) (1864 – 2011) | Populaçãoda freguesia de Odemira (Santa Maria) (1864 – 2011) |
| ------------------------------------------------------------ | ------------------------------------------------------------ | ------------------------------------------------------------ | ------------------------------------------------------------ | ------------------------------------------------------------ | ------------------------------------------------------------ | ------------------------------------------------------------ | ------------------------------------------------------------ | ------------------------------------------------------------ | ------------------------------------------------------------ | ------------------------------------------------------------ | ------------------------------------------------------------ | ------------------------------------------------------------ | ------------------------------------------------------------ | ------------------------------------------------------------ |
| 1864                                                         | 1878                                                         | 1890                                                         | 1900                                                         | 1911                                                         | 1920                                                         | 1930                                                         | 1940                                                         | 1950                                                         | 1960                                                         | 1970                                                         | 1981                                                         | 1991                                                         | 2001                                                         | 2011                                                         |
| 1 568                                                        | 1 688                                                        | 2 149                                                        | 1 893                                                        | 2 262                                                        | 1 867                                                        | 2 227                                                        | 2 914                                                        | 3 336                                                        | 3 716                                                        | 3 263                                                        | 2 792                                                        | 2 435                                                        | 2 580                                                        | 1 301                                                        |

Com lugares desta freguesia foram criadas, pela Lei n.º 84/85,  de 4 de Outubro, a freguesia de Pereiras-Gare; pela Lei n.º 82/89,  de 30 de Agosto, a freguesia de Luzianes-Gare; e pela Lei 18-F/2001, de 3 de Julho, a freguesia de Boavista dos Pinheiros

## Património
- Muralhas do antigo Castelo de Odemira
- Moinho de vento do Carvalhal
- Moinho de vento do Ferragial ou do Galvão
- Moinho de vento do Gavião (I) ou do Poço da Morte
- Moinho de vento do Gavião (II) ou do Carrocel
- Moinho de Vento de Odemira, dos Moinhos Juntos, ou do Alto de São Sebastião